# Aeroportul Municipal Spencer
Aeroportul Municipal Spencer (IATA: SPW, ICAO: KSPW, FAA LID: SPW) este un aeroport din Iowa, Statele Unite ale Americii ce deservește zona Spencer⁠(d). Aeroportul a fost tranzitat în 2019 de 6 pasageri. A fost numit după zona deservită.
Situat la o altitudine de 408 m, aeroportul dispune de 2 piste.

## Infrastructură

### Piste
Aeroportul dispune de 2 piste. Pista 12/30 are suprafața de beton și dimensiunile 6.001 picioare × 100 picioare. Pista 18/36 are suprafața de beton și dimensiunile 5.100 picioare × 75 picioare. 